# 巨勢小邑治
巨勢 小邑治（こせ の こおおじ）は、飛鳥時代から奈良時代にかけての貴族。名は子祖父・児祖父とも記される。左大臣・巨勢徳多の孫で、中納言・巨勢黒麻呂の子。官位は 従五位上・伊予守。

## 経歴
文武朝の慶雲2年（705年）阿倍真君・佐伯男・田口広麻呂・紀男人らとともに従六位下から四階昇進して従五位下に叙爵する。
元明朝の和銅4年（712年）藤原武智麻呂・藤原房前・多治比県守・県犬養筑紫・小治田安麻呂・中臣人足・平群安麻呂とともに従五位上に昇叙され、和銅7年（715年）伊予守に任ぜられた。
以降の事績は不明。小邑治の子息で兄・巨勢邑治の養子となった巨勢堺麻呂の薨伝によると、小邑治の位階が従五位上のままである一方で、邑治が神亀元年（724年）6月に没していることから、小邑治もそれ以前に卒去した可能性が高い。

## 官歴
『続日本紀』による。
- 時期不明：従六位下
- 慶雲2年12月27日（706年）：従五位下
- 和銅4年（712年）4月7日：従五位上
- 和銅7年（715年）10月：伊予守
- 神亀元年（724年）6月6日以前：卒去

## 系譜
- 父：巨勢黒麻呂
- 母：不詳
- 生母不明の子女
  - 男子：巨勢堺麻呂（?-761） - 関麻呂とも。兄邑治の養子